# Wohn- und Wirtschaftsgebäude Möhlenhalenbecker Straße 20

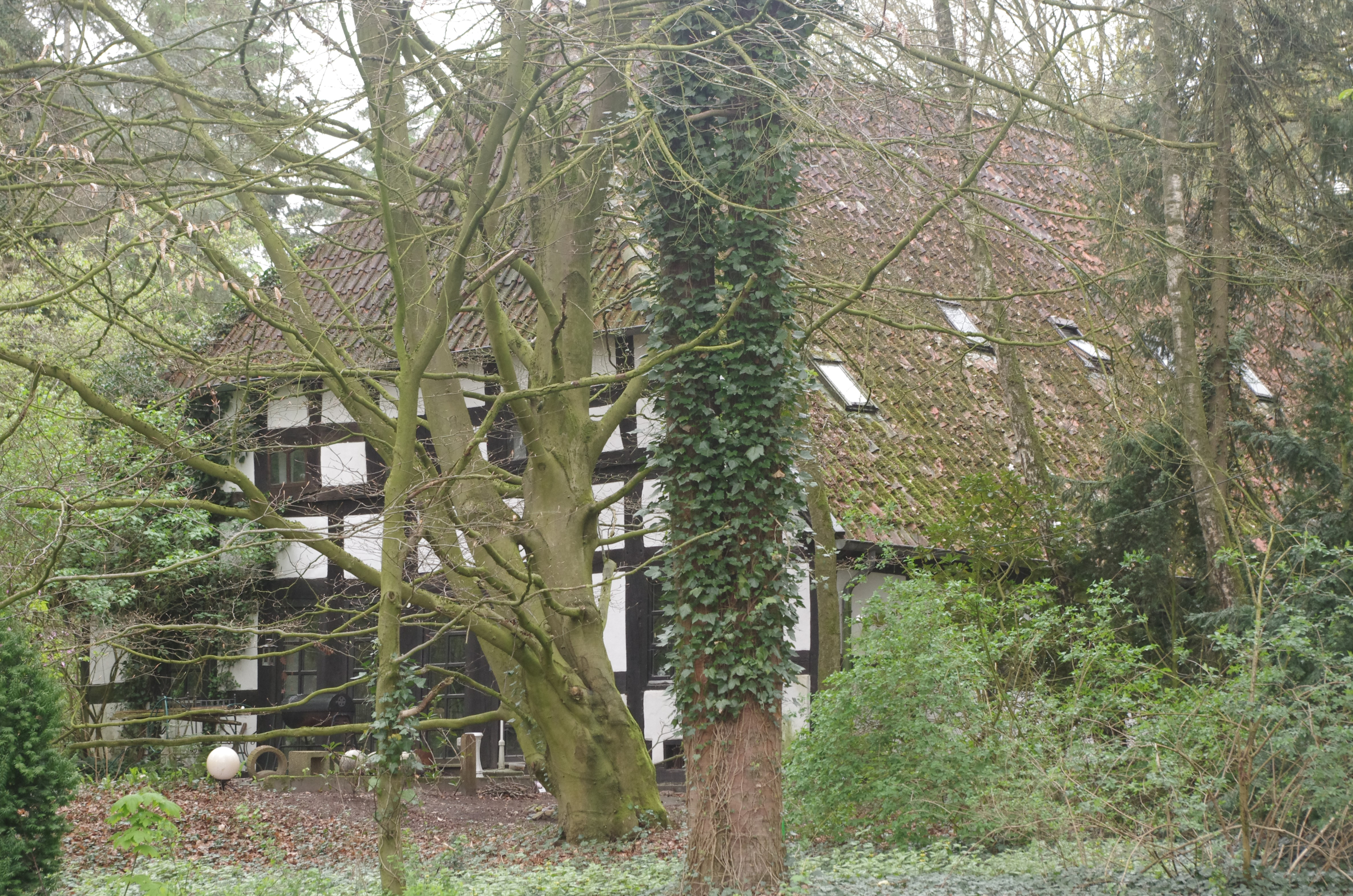
Wohn-Wirtschaftsgebäude, Möhlenhalenbecker Straße 20

Das Wohn- und Wirtschaftsgebäude Möhlenhalenbecker Straße 20 in Balge-Möhlenhalenbeck in der niedersächsischen Samtgemeinde Weser-Aue stammt aus dem 18. Jahrhundert.
Aktuell (2023) wird es als Wohnhaus genutzt.
Das Gebäude steht unter Denkmalschutz (siehe auch Liste der Baudenkmale in Balge).

## Beschreibung
Das eingeschossige Gebäude von 1751 ist ein Zweiständer-Hallenhaus in Fachwerk mit Krüppelwalmdach und Niedersachsengiebel.
Das Landesdenkmalamt befand: „… geschichtliche Bedeutung … durch beispielhafte Ausprägung eines niederdeutschen Hallenhauses in Zweiständerbauweise …“